# Морской альманах
Морской альманах (англ. The Nautical Almanac) — официальная серия ежегодных британских альманахов, издаваемых под разными названиями. Считается одним из самых полных в мире источников информации для астрономической навигации.

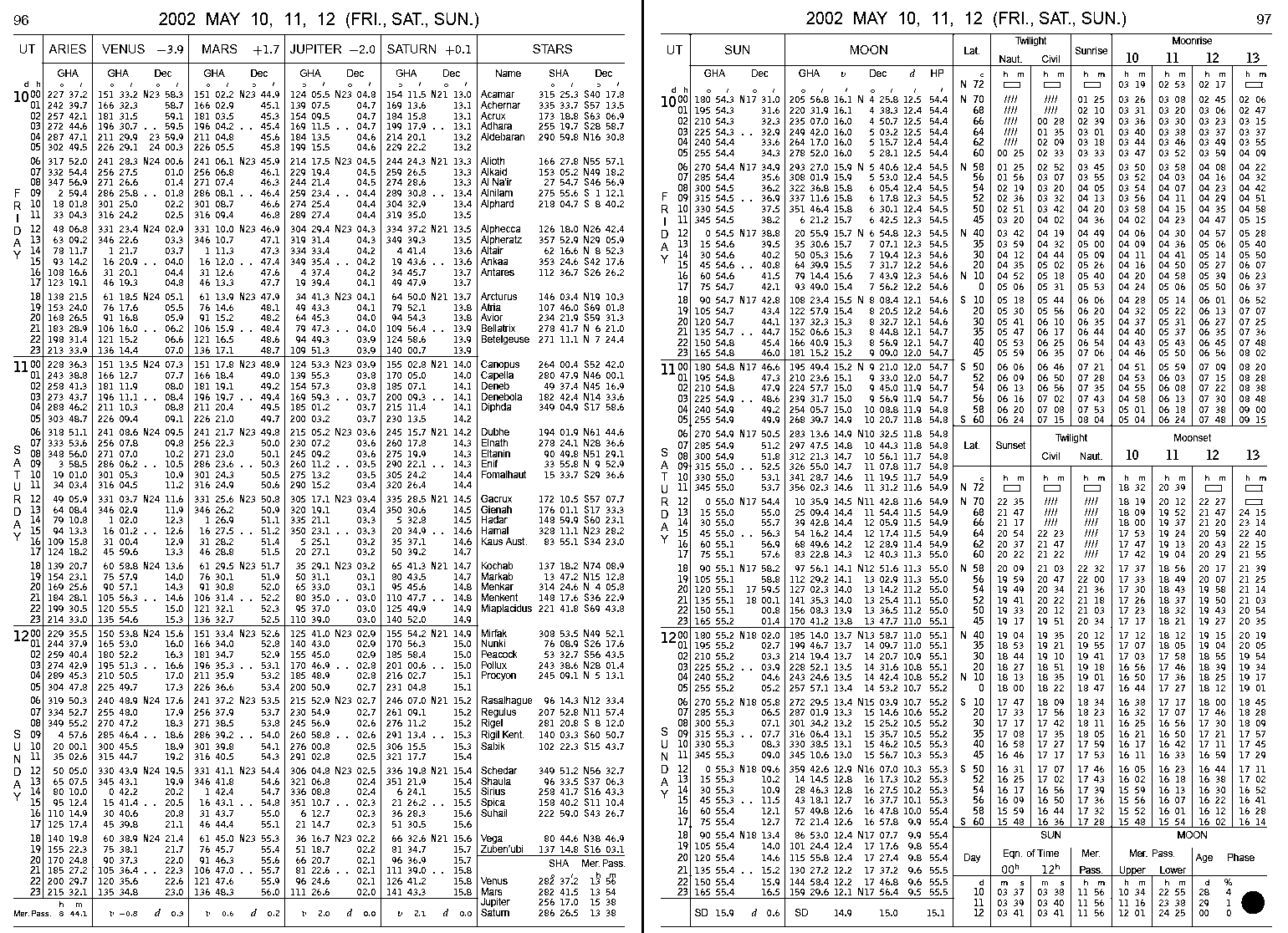
Две страницы англо-американского навигационного альманаха за 2002 год

Основан в 1767 году как Морской альманах (Nautical Almanac) и Астрономические Эфемериды (Astronomical Ephemeris). Это был первый в истории морской альманах, содержащий данные для помощи в определении долготы в море. Первоначально печатался Королевской астрономической обсерваторией в Гринвиче, недалеко от Лондона.
С 1958 года Офис морского альманаха её величества (HM Nautical Almanac Office) и Морская обсерватория США совместно публикуют единый навигационный альманах для использования на флотах разных стран.